# Siamaggiore
Siamaggiore (sardinsky: Siamaiore, Siamajòri) je italská obec (comune) v provincii Oristano v regionu Sardinie. Nachází se ve výšce 8 metrů nad mořem a má 871 obyvatel. Rozloha obce je 13,17 km².